# Gelbentzu
Gelbentzu és una localitat i un consell de Navarra pertanyent al municipi de Odieta. Està situat en la Merindad de Pamplona, a la Comarca de Ultzamaldea. La seva població el 2014 va ser de 33 habitants (INE).

## Imatges

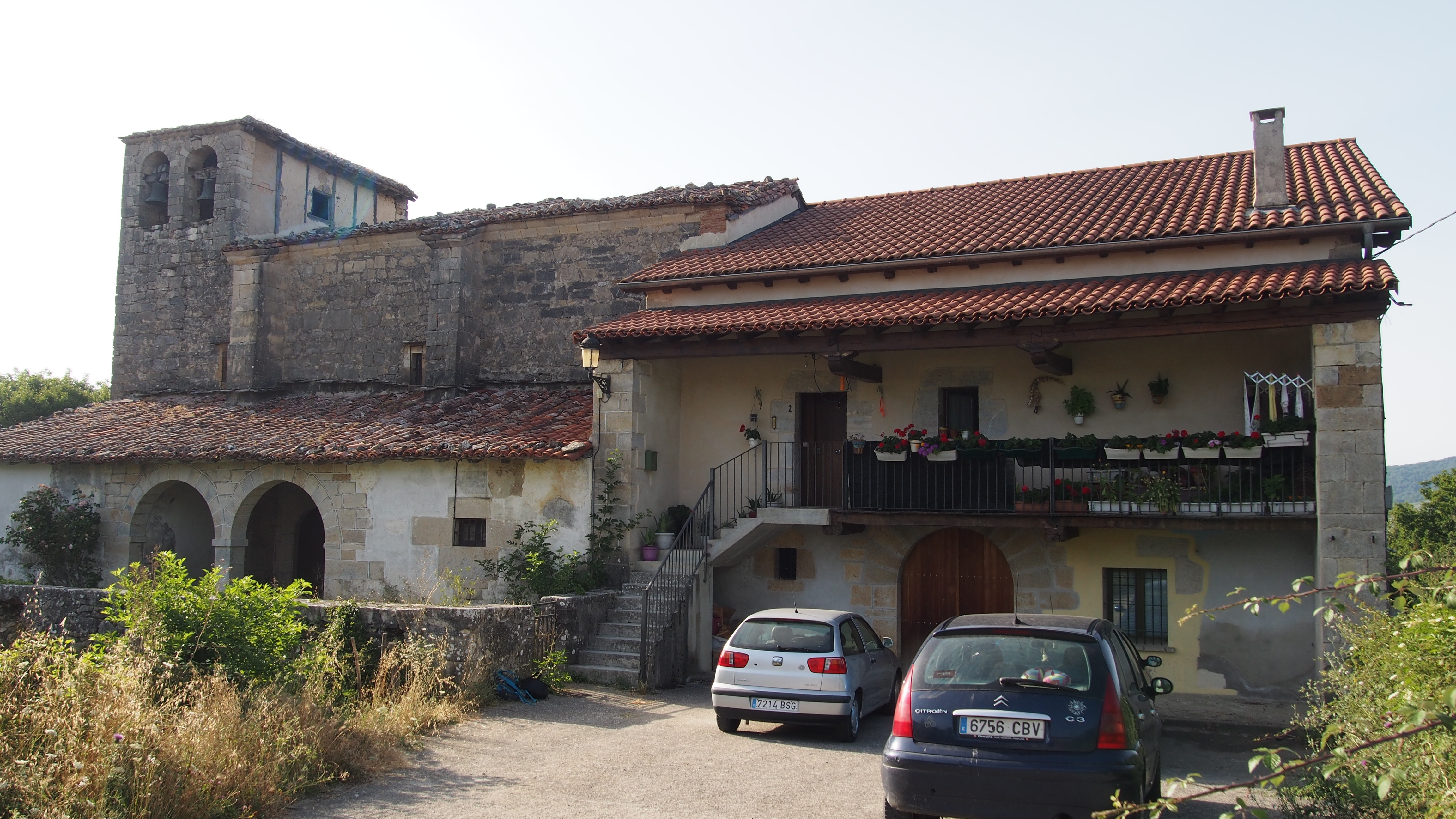
Església i casa del capellà

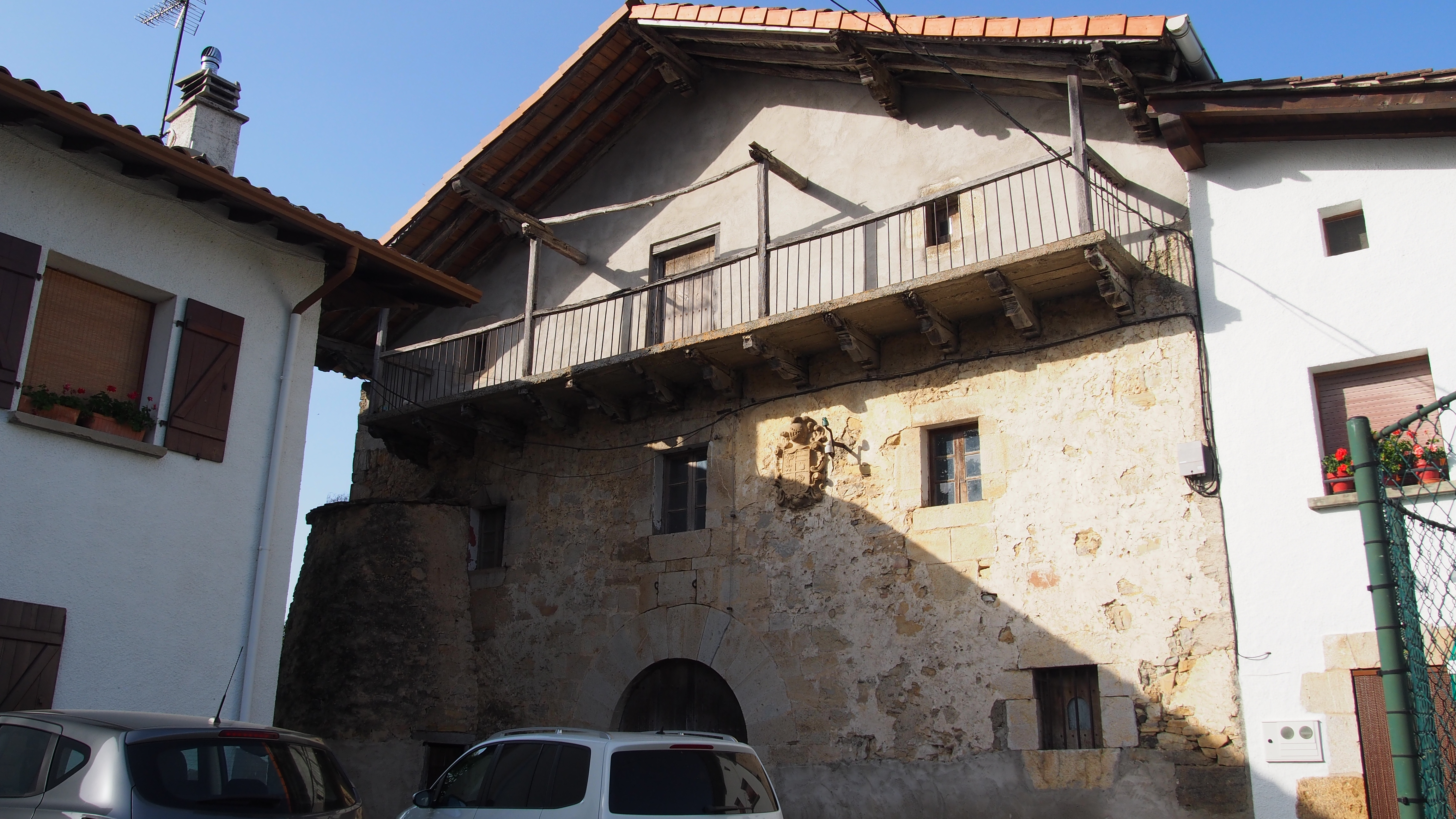
Casa Erregerena amb el forn de pa en una cantonada.